# جين إس. ماكلويد
جين إس. ماكلويد (بالإنجليزية: Jean S. MacLeod)‏ (20 يناير 1908، غلاسكو في المملكة المتحدة - 11 أبريل 2011، يوركشاير في المملكة المتحدة)؛ روائية بريطانية.